# Andrea Rapicio
Andrea Rapicio, anche Rapiccio, Rapicius, Rapitius (Trieste, 2 dicembre 1533 – Trieste, 31 dicembre 1573), è stato un vescovo cattolico e giurista italiano, vescovo di Trieste dal 1567.

## Biografia
Secondogenito di Domenico Ravizza che, secondo gli usi dell'epoca, aveva latinizzato il proprio cognome in Rapicius. Fu ministro di Ferdinando I e consigliere dell'arciduca Carlo.
All'epoca la nobiltà triestina era politicamente divisa in varie fazioni, principalmente riconducibili a quella filoveneta e a quella filoasburgica. Rapicio comprendeva che la divisione andava a scapito degli interessi cittadini, per cui si prodigò di mediare la pace. Quando credette di aver raggiunto un accordo, volle festeggiare il Capodanno invitando a cena gli esponenti delle parti in gioco. Ma evidentemente l'accordo non era stato ancora raggiunto. Una delle fazioni, non si sa quale, volle avvelenare il rappresentante della parte avversa, ma per sbaglio il calice con il veleno venne a trovarsi in mano del vescovo, che ne bevve il contenuto e morì. Una recente ipotesi sostiene che non si trattasse affatto di sbaglio, bensì di una premeditata eliminazione dell'unica persona che avrebbe potuto organizzare la nobiltà cittadina contro l'egemonia austriaca. Pare però più probabile che la notizia della morte per avvelenamento, già testimoniata alla fine del secolo XVII dal carniolino Johann Weichard von Valvasor e dallo storico triestino Ireneo della Croce (Giovanni Maria Manarutta), sia priva di reale fondamento: nell'archivio di Graz è custodita una lettera scritta all'arciduca Carlo d'Asburgo dalla madre del vescovo poco dopo la morte di quest'ultimo. In essa la donna chiede al sovrano di regolare le pendenze in denaro e non fa alcun cenno a come il figlio sia morto. Se egli fosse caduto vittima di un complotto, o comunque se fosse morto violentemente, la madre certamente non avrebbe omesso questo particolare proprio nel momento in cui chiedeva che ne fossero riconosciute le spettanze.
Andrea Rapicio fu persona intelligente e dotta. Oltre che giurista, fu anche letterato; ci sono pervenuti a stampa due libri di carmi latini (Facilioris Musae libri duo), il poemetto geografico latino "Histria" e altri carmi minori, sempre in lingua latina. Manoscritto nella Biblioteca Civica di Trieste è lo "Epigrammaton liber secundus". Scrisse inoltre un'orazione funebre per la morte di Carlo V (a stampa) e un'opera analoga per la morte del fratello e successore Ferdinando I (pubblicata da B. Zlobec in "Quaderni Giuliani di Storia" XXIV 2003, pp. 243–285).
Fu proprio in Istria che, dopo qualche decennio, si ritirò la famiglia dell'illustre prelato, il che potrebbe confermare l'ipotesi che il giovane Andrea vi avesse passato lunghi periodi di vacanza con la famiglia. Il castello dei Rapicio, imponente opera di muratura andata distrutta durante il secondo conflitto mondiale, si trovava vicino a Pisino. Si è salvato solo un quadro, probabilmente in origine parte di una serie, raffigurante appunto il vescovo Andrea. Opera di pittore ignoto, è databile agli inizi del XVIII secolo.